# Vladimir Kerkez
Vladimir Kerkez (* 1. März 1984 in Kranj) ist ein ehemaliger slowenischer Radrennfahrer.

## Sportlicher Werdegang
Vladimir Kerkez begann seine internationale Karriere 2004 bei dem slowenischen Radsportteam Sava, wo er bis Ende 2012 unter Vertrag stand. In seinem ersten Jahr bei dieser Mannschaft gewann er die Bronzemedaille im Straßenrennen der U23 der slowenischen  Meisterschaften. Zwei Jahre später wurde er slowenischer U23-Vizemeister. In der Saison 2007 gewann Kerkez eine Etappe bei den Paths of King Nikola, wo er auch Gesamtzweiter wurde und eine Etappe des Giro del Friuli. 2009 gewann er wiederum eine Etappe von The Paths of King Nikola und das Eintagesrennen Beograd-Banja Luka II.
Nach der Saison 2012 beendete Kerkez seine Karriere als Radrennfahrer. Später startete er 2016 einmalig bei den nationalen Meisterschaften im Cyclocross und errang den Titel. 2017 wurde er noch einmal als Mitglied des Attaque Team Gusto bei der UCI registriert, hatte aber keine Renneinsätze.

## Erfolge
2007
- eine Etappe The Paths of King Nikola
- eine Etappe Giro del Friuli

2009
- eine Etappe The Paths of King Nikola
- Beograd-Banja Luka II

2016
- Slowenischer Meister – Cyclocross